# Aprilia ETV 1200 Caponord
Die Aprilia ETV 1200 Caponord ist ein Motorrad des italienischen Fahrzeugherstellers Aprilia. Die Reiseenduro wurde am 13. November 2012 auf der Motorradmesse EICMA in Mailand der Presse vorgestellt und wurde in Norditalien hergestellt. Die Verkaufsbezeichnung leitet sich von dem italienischen Begriff für das Nordkap ab.

## Konstruktion

### Antrieb
Der Antrieb erfolgt durch einen flüssigkeitsgekühlten Zweizylindermotor mit 1197 cm³ Hubraum. Der Zylinderbankwinkel zwischen den zwei Zylindern des V-Motors beträgt 90°. Der als M558M bezeichnete Viertaktmotor erzeugt eine Nennleistung von 94 kW (128 PS) und ein maximales Drehmoment von 116 Nm bei einer Drehzahl von 6500 min−1. Die vier Ventile je Zylinderkopf werden von zwei obenliegenden, kettengetriebenen Nockenwellen über Tassenstößel angesteuert. Die zwei Zylinder haben eine Bohrung von 106 mm Durchmesser, die Kolben einen Hub von 67,8 mm bei einem Verdichtungsverhältnis von 12,0:1. Eine dreistufige Traktionskontrolle (englisch Aprilia Traction Control, ATC) regelt den Vortrieb. Eine Pumpe versorgt den Motor permanent mit 2,5 Liter Kühlflüssigkeit.
Das Motorrad beschleunigt in 3,7 Sekunden von 0 auf 100 km/h und erreicht eine Höchstgeschwindigkeit von 240 km/h.

### Fahrwerk
Das Fahrwerk baut auf einem modularen Stahlrohrrahmen mit Seitenteilen aus Aluminium und einem abschraubbaren Heckrahmen aus Stahl auf. Eine Monofederbein von Sachs mit 150 mm Federweg führt das Hinterrad, eine UpsideDown-Teleskopgabel das Vorderrad. Die Kraftumwandlung erfolgt durch ein klauengeschaltetes Sechsganggetriebe, die Krafttrennung durch eine Mehrscheiben-Nasskupplung im Ölbad und der Sekundärantrieb über eine O-Ring-Kette. Die Kupplung wird hydraulisch betätigt. Eine elektronische Fahrwerkseinstellung (eng. Aprilia Dynamic Damping, ADD) wird optional angeboten.
Das Fahrzeuggewicht im fahrbereiten Zustand beträgt 251 kg, die Zulässige Gesamtmasse 460 kg.

### Bremsanlage
Am Vorderreifen verzögert eine Doppelscheibenbremse mit 320 mm Durchmesser und schwimmend gelagerten Stahlscheiben, hinten eine Scheibenbremse mit 240 mm Durchmesser und Einkolbenzange. Ein abschaltbares Zweikanal-Antiblockiersystem von Continental und ein Aprilia Traction Control (ATC) unterstützen die Bremsanlage.

### Kraftstoffversorgung
Die Gemischbildung erfolgt durch eine als Multipoint bezeichnete, elektronische Kraftstoffeinspritzung. Jeder Zylinder hat zwei Einspritzdüsen. Die Zündung erfolgt digital gesteuert durch zwei transistorgesteuerte Zündkerzen je Zylinder. Der Hersteller empfiehlt die Verwendung von bleifreiem Motorenbenzin mit einer Klopffestigkeit von mindestens 95 Oktan. Der Kraftstofftank hat ein Volumen von 24 Liter, davon sind 4 Liter Reserve.

### Elektrisches System
Ein Ride-by-Wire-System regelt die Drosselklappenstellung entsprechend dem Gasgriffbefehl und dem gewählten Leistungs-Mapping (Sport, Touring, Regen). Die Starterbatterie hat eine Kapazität von 12 Ah und versorgt den elektrischen Anlasser. Die Lichtmaschine erzeugt eine elektrische Leistung von 690 Watt. Der Bordcomputer kann (mit einem Smartphone) über eine Bluetooth-Schnittstelle ausgelesen werden.

### Abgasanlage
Die Abgasnachbehandlung erfolgt durch einen geregelten Katalysator und unterschreitet die Schadstoffgrenzwerte der Schadstoffklasse EURO3. Die zwei Abgaskrümmer münden am Heck auf der rechten Fahrzeugseite in einen Endschalldämpfer aus Edelstahl.

## Marktpositionierung
Die Caponord ist in der Klasse der Reiseenduros mit über einem Liter Hubraum durchschnittlich motorisiert.
| Hersteller | Name                      | Motor | Hubraum | kW  | PS  | Nm  |
| ---------- | ------------------------- | ----- | ------- | --- | --- | --- |
| KTM        | 1190 Adventure            | V2    | 1195    | 110 | 150 | 125 |
| Ducati     | Multistrada 1200          | V2    | 1198    | 110 | 150 | 119 |
| Triumph    | Tiger Explorer            | R3    | 1215    | 101 | 137 | 121 |
| Honda      | VFR 1200 X Crosstourer    | V4    | 1237    | 95  | 129 | 126 |
| Aprilia    | ETV 1200 Caponord         | V2    | 1197    | 94  | 128 | 116 |
| Benelli    | TreK 1130                 | R3    | 1131    | 92  | 125 | 112 |
| BMW        | R 1200 GS (K50)           | B2    | 1170    | 92  | 125 | 125 |
| Kawasaki   | Versys 1000               | R4    | 1043    | 87  | 118 | 102 |
| Yamaha     | XT 1200 Z Super Ténéré    | R2    | 1199    | 81  | 110 | 114 |
| BMW        | R 1200 GS Adventure (K51) | B2    | 1170    | 92  | 125 | 125 |
| Moto Guzzi | Stelvio 1200              | V2    | 1151    | 77  | 105 | 113 |

## Kritiken
„Bei höherer Geschwindigkeit sorgt das ADD für eine ausgeprägte Stabilität, doch besonders leichtfüßig wird die Aprilia dadurch nicht. Die ohne Benzin 247 Kilo schwere Travel Pack-Version will mit Nachdruck eingelenkt werden, denn dann liegt sie neutral und stabil. Wechselkurven verlangen etwas Gewöhnung durch die sich verändernde Dämpfung.“

„Die neue Caponord ist ein sportliches, praktisches, solides und reisetaugliches Motorrad – doch das war die alte Caponord auch schon, und die war mit den schmaleren Enduro-Rädern zudem handlicher. Fortschritt findet bei Aprilia derzeit im Bereich Elektronik statt. Spritverbrauch auf 1980er-Jahre-Niveau steht dazu im krassen Widerspruch.“

„Einziger Wermutstropfen ist, dass die Caponord 1200 ebenso wie ihre Schwester keine Kostverächterin ist. Trotz zuvor vollem 24 Liter-Tank war die Aprilia nach knapp 200 Kilometern am letzten Balken der Anzeige. Mit üppig angenommener Reserve für 50 Kilometer bleibt also dennoch ein Verbrauch von fast 10 Litern. Als würdige Entschuldigung bringt die große Capo neben den guten Fahrleistungen auch diesen typischen Zweizylinder-Sound ins Spiel, klingt dabei sehr kernig und bollert dahin, dass es bestimmt jedem Zweizylinder-Fan unter die Haut geht. Sie wird dabei aber nie unangenehm laut – was auf einer Reiseenduro auf Dauer ja auch stören würde.“

„Die Caponord ist kein Leichtgewicht. 265 Kilogramm bringt die vollgetankte „Travel-Pack“-Version auf die Waage – 20 bis 30 Kilogramm mehr als eine BMW R 1200 GS, die KTM oder die Ducati in kompletter Montur. Dieses Mehrgewicht spürt man beim Fahren insbesondere in Wechselkurven: Hier ist Masse im Spiel. Verstärkt wird dieser Eindruck durch den viel Schräglage erfordernden breiten Hinterreifen im 180er Format.“